# Suecia en los Juegos Olímpicos de Vancouver 2010
Suecia estuvo representada en los Juegos Olímpicos de Vancouver 2010 por un total de 107 deportistas que compitieron en 9 deportes, conformando así la octava delegación más grande de todos los países participantes. 
El portador de la bandera en la ceremonia de apertura fue el jugador de hockey sobre hielo Peter Forsberg.

## Medallistas
El equipo olímpico sueco obtuvo las siguientes medallas:
| Nombre                                                                 | Deporte        | Competición           |
| ---------------------------------------------------------------------- | -------------- | --------------------- |
| Oro                                                                    |                |                       |
| Björn Ferry                                                            | Biatlón        | 12,5 km persecución M |
| Anette Norberg Eva Lund Cathrine Lindahl Anna Le Moine Kajsa Bergström | Curling        | Equipo F              |
| Charlotte Kalla                                                        | Esquí alpino   | 10 km F               |
| Marcus Hellner                                                         | Esquí de fondo | 30 km persecución M   |
| Daniel Richardsson Johan Olsson Anders Södergren Marcus Hellner        | Esquí de fondo | 4 × 10 km M           |
| Plata                                                                  |                |                       |
| Anna Haag                                                              | Esquí de fondo | 15 km persecución F   |
| Charlotte Kalla Anna Haag                                              | Esquí de fondo | Velocidad por eqs. F  |
| Bronce                                                                 |                |                       |
| Fredrik Lindström Carl Johan Bergman Mattias Nilsson Björn Ferry       | Biatlón        | 4 × 7,5 km M          |
| Anja Pärson                                                            | Esquí alpino   | Supercombinada F      |
| André Myhrer                                                           | Esquí alpino   | Eslalon M             |
| Johan Olsson                                                           | Esquí de fondo | 30 km persecución M   |
| Johan Olsson                                                           | Esquí de fondo | 50 km M               |